# رگ گور
رگ گور (انگلیسی: Reg Gore; ۱ اوت ۱۹۱۳ – ۸ دسامبر ۱۹۹۶ (۸۳ ساله)) بازیکن فوتبال اهل بریتانیا بود.
از باشگاه‌هایی که در آن بازی کرده‌است می‌توان به باشگاه فوتبال سنت میرن، باشگاه فوتبال چسترفیلد، باشگاه فوتبال ساوتپورت، باشگاه فوتبال بیرمنگام سیتی، و باشگاه فوتبال وستهام یونایتد اشاره کرد.